# Mikołaj Osada
Mikołaj Osada (ur. 15 grudnia 1883 w Przemyślu, zm. 29 maja 1949 w Poznaniu) – polski prawnik, polityk i działacz społeczny, poseł na Sejm II i III kadencji w II RP z ramienia Związku Ludowo-Narodowego oraz Stronnictwa Narodowego.

## Życiorys
Ukończył studia na Wydziale Prawa Uniwersytetu Lwowskiego. Po studiach pełnił funkcje wiceprokuratora Sądu Apelacyjnego w Poznaniu i Wilnie. Był członkiem Zarządu Krajowego i okręgowego Związku Zrzeszeń Własności Nieruchomości Miejskiej w Warszawie oraz Zarządu Towarzystwa Właścicieli Domów w Poznaniu. Członek Związku Ludowo-Narodowego i Stronnictwa Narodowego. W 1928 wszedł do Sejmu w miejsce Ignacego Szebeki z listy państwowej nr 24 (Lista Katolicko-Narodowa). Pracował od lutego 1930 roku w komisji spraw wojskowych. W wyborach w 1930 roku uzyskał reelekcję. Publikował artykuły w „Mieście Polskim”. Po II wojnie światowej kierował poznańskim oddziałem Wydziału Funduszu Aprowizacyjnego.
Zmarł w 1949 roku i został pochowany na cmentarzu Górczyńskim w Poznaniu (kwatera ILa-6-1).

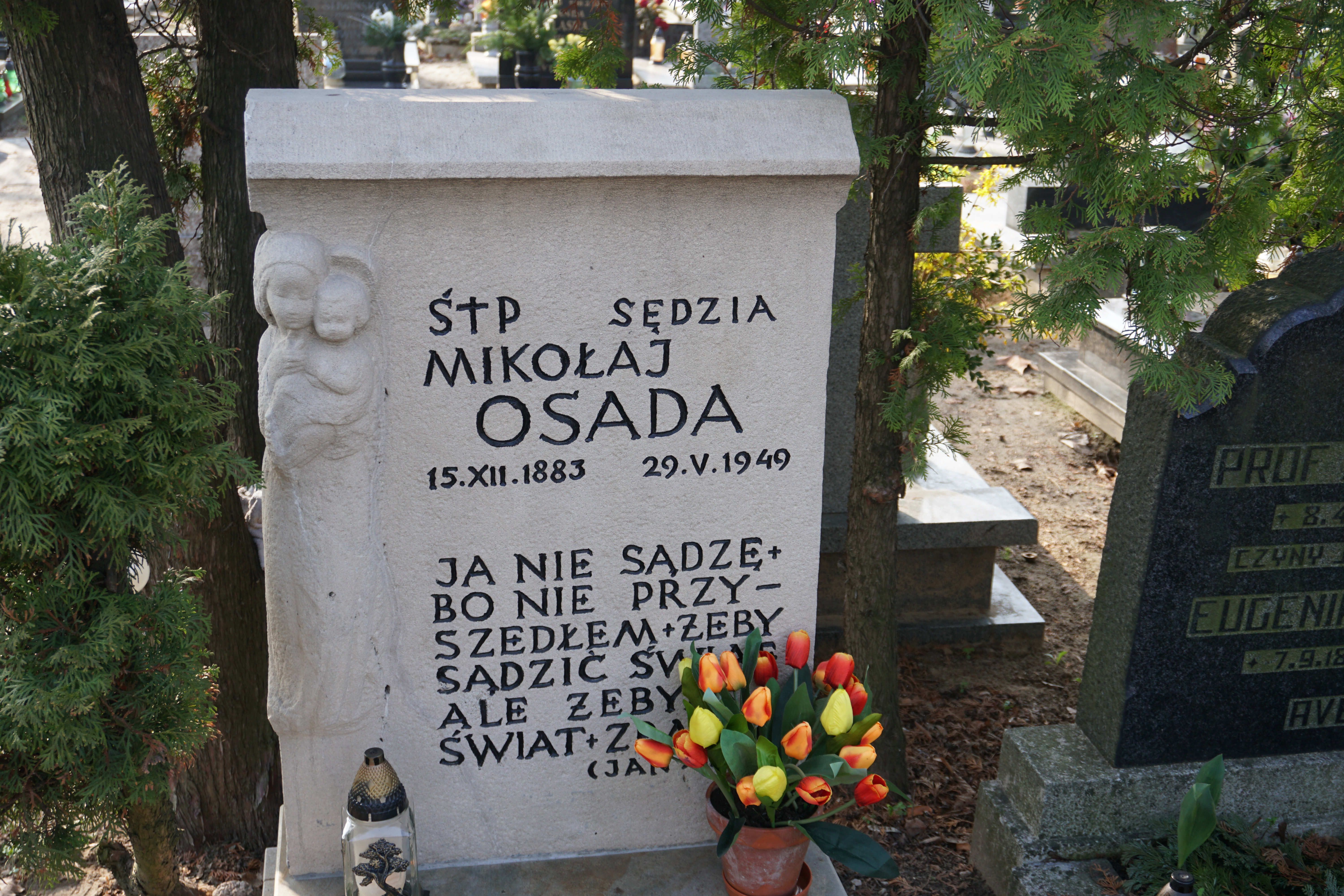
Grób Mikołaja Osady na cmentarzu Górczyńskim

## Rodzina
Był synem Michał i Antoniny Osadów. Ożenił się z Zofią z domu Hruszka.